# 제6회 영국 아카데미 영화상
제6회 영국 아카데미 영화상은 1952년의 최고의 영화를 기리기 위해 1953년 3월 5일에 열린 시상식이다.

## 수상

### 작품상
- 소리의 장벽 - 비비안 리 수상

### 칼 포먼 상
- 라임라이트 - 클레어 브룸 수상

### 남우주연상(영국)
- 소리의 장벽 - 랠프 리처드슨 수상

### 남우주연상(외국)
- 혁명아 자파타 - 말론 브란도 수상

### 여우주연상(영국)
- 욕망이라는 이름의 전차 - 비비안 리 수상

### 여우주연상(외국)
- 황금 투구 - 시몬 시그노레 수상

### UN상
- 내 사랑 나의 조국 수상

### 특별상
- Animated Genesis 수상